# Groslée
Groslée är en kommun i departementet Ain i regionen Auvergne-Rhône-Alpes i östra Frankrike. Kommunen ligger  i kantonen  Lhuis som ligger i arrondissementet Belley. Kommunens areal är 7,27 km². År 2018 hade Groslée 363 invånare.

## Befolkningsutveckling
Antalet invånare i kommunen Groslée
Referens: INSEE